# Zespół Hornera
Zespół Hornera (in. zespół Claude’a Bernarda-Hornera) – choroba spowodowana przerwaniem współczulnego unerwienia oka pomiędzy ośrodkiem w pniu mózgu, a samym okiem. Do uszkodzenia może dojść na poziomie pierwszego neuronu drogi podwzgórzowo-rdzeniowej (np. przy uszkodzeniu rdzenia szyjnego), na poziomie drugiego neuronu przed zwojem (np. gdy pień współczulny jest uciskany przez guz płuca) lub po przełączeniu włókien w zwojach (np. na wysokości tętnicy szyjnej wewnętrznej, w guzach zatoki jamistej). U dzieci zespół Hornera może prowadzić do heterochromii. Zespół został nazwany od nazwiska Johanna Friedricha Hornera, który jako pierwszy opisał zespół w 1869.
Klasycznymi objawami zespołu Hornera związanymi z samym narządem wzroku są:
- ptosis – zwężenie szpary powiekowej po zajętej stronie, spowodowane porażeniem lub osłabieniem mięśni tarczkowych górnych i dolnych unerwionych współczulnie
- miosis – zwężenie źrenicy oka po stronie uszkodzenia, spowodowane działaniem mięśnia zwieracza źrenicy bez opozycji rozwieracza, czego skutkiem jest nierówność źrenic (anisocoria); źrenica nie rozszerza się w ciemności
- niedobarwliwa różnobarwność tęczówek (ta po stronie zespołu Hornera jest jaśniejsza, objaw może być obserwowany, jeśli zmiana jest wrodzona lub długotrwała)
- źrenica bardzo wolno się rozszerza.

W zespole Hornera klasycznie opisywany jest także enophthalmus, czyli zapadnięcie gałki ocznej do oczodołu, jednakże jest on tylko pozorny, gdyż u osób dotkniętych zespołem pomiar odległości między bocznym kątem oka, a wierzchołkiem rogówki mieści się w granicach normy. Złudzenie enophthalmusa wynika z zawężenia szpary powiekowej w wyniku porażenia mięśni tarczkowych górnych i dolnych. 
Jednym z guzów uciskających nerw współczulny jest guz Pancoasta, dla którego zespół Hornera jest objawem charakterystycznym. Dochodzi wtedy do zaniku aktywności współczulnej w obszarze unerwianym przez pień współczulny i wystąpienia wymienionych wyżej objawów ocznych, a także dodatkowych:
- anhidrosis – upośledzenie wydzielania potu na części twarzy po zajętej stronie;
- vasodilatatio – rozkurcz mięśniówki naczyń skórnych skutkujący ich rozszerzeniem.

Inne objawy to pozorny wytrzeszcz, przejściowe obniżenie ciśnienia w gałce ocznej, zmiany w składzie łez.